# Otepää
Otepää (uttalas Åtepää) är en ort i sydöstra Estland, som den 1 april 1936 blev stad. Otepää är en skidort, och även om Tallinn är Estlands administrativa huvudstad brukar man tala om Otepää som Estlands "vinterhuvudstad", medan Pärnu brukar kallas Estlands "sommarhuvudstad".
I januari/februari varje år brukar världscupdeltävlingar i längdåkning anordnas i Otepää. Återkommande tävlingar i skidskytte anordnas också.
I Otepää hissades den estniska flaggan för första gången av en grupp estniska studenter 1884.